# Chilmark
Pour l’article homonyme, voir Chilmark (Wiltshire).
Chilmark est une ville du comté de Dukes au Massachusetts, fondée en 1660 sur l'île de Martha's Vineyard.
Sa population s’élevait à 1 212 habitants lors du recensement de 2020.

## Démographie
Selon l'American Community Survey, pour la période 2011-2015, 96,84 % de la population âgée de plus de 5 ans déclare parler anglais à la maison, alors que 1,28 % déclare parler le français, 0,59 % le hongrois et 0,49 % une autre langue.

## Dans la culture populaire
Dans la série télévisée « X-Files : Aux frontières du réel », Fox Mulder a grandi à Chilmark. C'est à Chilmark que sa jeune sœur Samantha a été enlevée par des extraterrestres, le 27 novembre 1973.
Chilmark sert de lieu de tournage du mariage dans le film Jumping the Broom.